# Nigger (film)
Nigger är en svensk komedifilm från 1990, regisserad av Stig Larsson och med manus av Bengt Ohlsson. I rollerna ses bland andra Mikael Persbrandt, Kristina Törnqvist och Lena Nilsson.

## Handling
Filmen är en mörk komedi om ett ungt par som ska bli föräldrar. När barnet kommer får de en överraskning.

## Rollista
- Mikael Persbrandt – Svante
- Kristina Törnqvist – Julia
- Lena Nilsson – kyssogramflickan
- Sten Johan Hedman – pappan
- Lena-Pia Bernhardsson – mamman
- Bernt Östman – Åke
- Kim Kuusisto och Tomas Gebeyeho – hantverkare